# Три кули на Сан Марино
Трите кули на Сан Марино са група кули, разположени в Сан Марино. Намират се на трите върха на планината Монте Титано в столицата на държавата, която също се нарича Сан Марино. Включени са в националното знаме и герба на страната.

## Първа кула
Първата кула, или крепост, Гуаита e най-старата и най-известната от трите. Построена е през XI век директно върху камъка на планината без никакви основи. Преустроявана е няколко пъти през XV, XVI и XVII век, за да достигне сегашния си вид. До 1970 г. кулата е използвана като затвор за присъди, ненадвишаващи 6 месеца.

## Втора кула
На най-високия връх на планината Монте Титано (739 m н.в.) е разположена втората кула – Честа. Построена е в края на XI век и също е имала затворнически килии. Днес помещава Музей на древните оръжия.

## Трета кула
Кулата Монтале е построена през XIII век и за разлика от другите две, достъпът до тази кула не е разрешен. Преустроявана е няколко пъти, като последният е през 1935 г.

## Други
Трите кули са изобразени на евромонетите от 50 цента на Сан Марино от 1-ва серия (2002 – 2016 г.) и на тези от 20 цента от 2-ра серия (от 2017 година).